# Game of Thrones: Temporada 1 (banda sonora)
Game of Thrones: Season 1 es la banda sonora de la primera temporada de la serie Game of Thrones emitida por el canal televisivo HBO. Compuesta por Ramin Djawadi, fue lanzada el 14 de junio de 2011 en formato de descarga digital y en CD. Ramin Djawadi aceptó la tarea 10 semanas antes de que se estrenara la serie, después de que el compositor Stephen Warbeck abandonara el proyecto. La banda sonora recibió críticas desde neutrales a favorables y alcanzando el puesto # 17 en la lista de álbumes de bandas sonoras de los EE. UU. Fue nominada por la International Film Music Critics Association como "Mejor puntuación original para una serie de televisión".

## Producción y estreno
La primera banda sonora de Game of Thrones fue compuesta en principio por Stephen Warbeck. El 2 de febrero de 2011, quedando diez semanas para el estreno de la serie, se informó que Stephen Warbeck había abandonado el proyecto, recibiendo, Ramin Djawadi, el encargo de escribir la música. El supervisor musical de Game Of Thrones, Evyen Klean, sugirió previamente que Ramin Djawadi enseñara su trabajo a los autores-productores David Benioff y D. B. Weiss como posible reemplazo de Stephen Warbeck, y aunque Ramin Djawadi era reacio ya que tenía otros compromisos en ese momento, llegaron a convencerlo para que se pusiera al frente del proyecto.
Los productores pidieron al compositor que diera a la serie su propia identidad musical, evitando ciertos elementos musicales como flautas o voces solistas usadas anteriormente en otras producciones de fantasía medieval. Mencionó que para él era un desafío el que la serie poseyera un extenso reparto y bastante diálogo, ya que en ocasiones, la música podría interferir con los diálogos teniendo que omitirse. También evolucionó los temas con los personajes, diciendo en una entrevista que hizo en 2017 que el tema de Daenerys "[en principio] suenan unos cuantos instrumentos con música Dothraki. Es casi como si todavía no tuviera su propia identidad. se separa durante el final de la primera temporada cuando los huevos de dragón eclosionan".
Ramin Djawadi reveló que para escribir la música del título de cabecera de la serie se inspiró en una versión existente de la cabecera del juego animado por ordenador de la serie. El tema se repetirá a lo largo de toda la serie, particularmente en escenas importantes.  Muchas de las grabaciones fueron realizadas por músicos solistas, mientras que las piezas más grandes se grabaron con orquesta completa y un coro en Praga. Las grabaciones se realizaron a través de internet, mientras Ramin Djawadi se comunicaba con los músicos de Praga por ese medio.
El álbum se puso a disposición para su descarga en iTunes el 14 de junio de 2011, junto con un "folleto digital". También fue lanzado en formato CD el 28 de junio de 2011, 41 días después del estreno de la serie. Más tarde se lanzó como doble álbum de 2 LP,[7] y en 2016 se reeditó en formato de disco de imágenes por Newbury Comics. and in 2016 re-released in picture disc format by Newbury Comics.

## Recepción
Richard Buxton de Tracksounds escribió una crítica ambivalente, calificando el álbum como "esfuerzo valiente" y "el trabajo más consistente y satisfactorio hasta la fecha de Ramin Djawadi". La banda sonora también recibió una puntuación de 4.5/5 de Heather Phares de AllMusic. Jørn Tillnes, al escribir para Soundtrack Geek, destacó el tema de cabecera como "uno de los mejores temas principales para cualquier serie de televisión. Es épico y masivo, y ese tema es algo que te llena. Es muy bueno y no puede perderse". Jonathan Weilbaecher elogia la banda sonora por haber hecho "un trabajo supremo que combina la emoción con lo épico, un truco con el que incluso los mejores lo pasan mal".

## Pistas
| N.º | Título                                | Escenas clave/Notas | Duración |  |
| 1.  | «Game of Thrones (Cabecera)»          | Cabecera de cada episodio. | 1:46     |  |
| 2.  | «North of the Wall»                   | "Winter Is Coming": durante el inicio tres hombres de la Guardia de la Noche se encuentran con Caminantes Blancos al norte del Muro. "The Pointy End": durante la quema de los muertos vivientes. | 3:48     |  |
| 3.  | «Goodbye Brother»                     | Tema de la Casa Stark. "The Kingsroad": Jon Snow se despide de un inconsciente Bran, y Ned se despide de Catelyn y Bran. "Baelor": suena durante los créditos finales tras el juicio de Eddard Stark en Baelor. "Mother's Mercy": muerte de Jon Snow. | 3:07     |  |
| 4.  | «The Kingsroad»                       | "The Kingsroad": Ned se despide de Jon Snow mientras viaja para unirse a la Guardia de la Noche. "Lord Snow": cuando Ned, Arya, Sansa y la corte real llegan al Desembarco del Rey. "Baelor": Robb y sus hombres regresan con un cautivo Jaime Lannister.                                                                                                   | 2:06     |  |
| 5.  | «The King's Arrival»                  | Tema de la Casa Baratheon. "Winter Is Coming": Robert Baratheon y la corte real llegan a Invernalia. Se utiliza una versión más corta en el menú principal de la versión de DVD/Blu-ray de la Temporada 1. | 3:34     |  |
| 6.  | «Love in the Eyes»                    | Tema de Daenerys Targaryen y Khal Drogo. "Winter Is Coming": la primera noche después de su boda, Daenerys Targaryen y Khal Drogo. "The Kingsroad": como Doreah le enseña a Daenerys a complacer sexualmente a Khal Drogo. | 4:00     |  |
| 7.  | «A Raven from King's Landing»         | "Winter Is Coming": Catelyn le cuenta a Ned la muerte de Jon Arryn. "Cripples, Bastards and Broken Things", "A Golden Crown" y "Fire and Blood": Bran tiene un sueño en el que se le aparece un cuervo de tres ojos. | 1:16     |  |
| 8.  | «The Wall»                            | El tema de la Guardia de la Noche. "Lord Snow": cuando Jon sube a la cima del Muro. "You Win or You Die": cuando los reclutas de la Guardia de la Noche reciben sus destinos y Jon es enviado a los comisarios. "Fire and Blood": Grenn, Pyp y Sam recitan el juramento de la Guardia de la Noche para convencer a Jon.                                     | 1:59     |  |
| 9.  | «Things I Do for Love»                | "Winter Is Coming": momento antes de que Jaime Lannister empuje a Bran por la ventana. | 1:52     |  |
| 10. | «A Golden Crown»                      | Tema de Viserys Targaryen. "Winter Is Coming": primera escena de Daenerys y Viserys Targaryen en la casa de Illyrio Mopatis. "Cripples, Bastards and Broken Things": cuando Viserys y Doreah hablan sobre dragones. | 1:38     |  |
| 11. | «Winter Is Coming»                    | "The Kingsroad": Ned mata a Lady y Bran se despierta. | 2:42     |  |
| 12. | «A Bird Without Feathers»             | "The Kingsroad": Cersei le cuenta a Catelyn sobre su primer hijo, que murió al dar a luz. | 2:02     |  |
| 13. | «Await the King's Justice»            | "Cripples, Bastards and Broken Things": Catelyn arresta a Tyrion Lannister por conspirar para asesinar a Bran. | 2:00     |  |
| 14. | «You'll Be Queen One Day»             | "A Golden Crown": Joffrey pide perdón a Sansa, le da un collar y se besan. | 1:36     |  |
| 15. | «The Assassin's Dagger»               | "The Kingsroad": Catelyn lucha contra el sicario enviado para asesinar a Bran. | 1:19     |  |
| 16. | «To Vaes Dothrak»                     | Tema Dothraki. "The Kingsroad": cuando el khalasar de Khal Drogo se dirige hacia Vaes Dothrak. "Cripples, Bastards and Broken Things": entrada del khalasar de Drogo en Vaes Dothrak. | 1:29     |  |
| 17. | «Jon's Honor»                         | "Fire and Blood": Jon intenta escapar de la Guardia de la Noche. | 2:35     |  |
| 18. | «Black of Hair»                       | "A Golden Crown": Ned deduce que Joffrey Baratheon no es hijo de Robert. | 1:40     |  |
| 19. | «You Win or You Die»                  | Tema de Joffrey Baratheon. "You Win or You Die": Joffrey se autoproclama rey. "The Pointy End": Joffrey le dice a Sansa que Ned debe confesar su traición o no habrá piedad para él. "Fire and Blood": tras la decapitación de Ned Stark. "Second Sons": Joffrey habla con Sansa durante su banquete de bodas acerca de consumar su matrimonio ante Tyrion. | 1:57     |  |
| 20. | «Small Pack of Wolves»                | "The Wolf and the Lion": durante la lucha de Jaime Lannister contra Ned Stark. | 1:57     |  |
| 21. | «Game of Thrones»                     | Variación sobre el tema principal. Utilizado en los créditos en algunos episodios. | 1:18     |  |
| 22. | «Kill Them All»                       | "Fire and Blood": el Maester Luwin recibe noticias sobre la muerte de Ned, Catelyn se lamenta por Ned y consuela a Robb. | 2:35     |  |
| 23. | «The Pointy End»                      | "Lord Snow": durante la primera lección de Arya con su "maestro de baile" Syrio Forel. Contiene pistas sobre el tema de Arya Stark, que aparecería en su totalidad en la pista de la Temporada 2 "Valar Morghulis". | 3:16     |  |
| 24. | «Victory Does Not Make Us Conquerors» | "Baelor": Robb dice a sus tropas que la guerra está lejos de terminar. | 1:35     |  |
| 25. | «When the Sun Rises in the West»      | "Fire and Blood": Daenerys asfixia a un catatónico Drogo. | 2:40     |  |
| 26. | «King of the North»                   | "Fire and Blood": Robb Stark es proclamado Rey en el Norte por los altos señores del Norte. | 1:28     |  |
| 27. | «The Night's Watch»                   | "Fire and Blood": el Comandante Lord Mormont le dice a Jon Snow que tiene intención de marchar al Norte del Muro, y la marcha posterior. | 1:44     |  |
| 28. | «Fire and Blood»                      | "Fire and Blood": pira funeraria de Khal Drogo, Mirri Maz Duur es quemada en ella y Daenerys se introduce en las llamas. | 4:30     |  |
| 29. | «Finale»                              | "Fuego y sangre": Daenerys aparece viva e ilesa cuando las llamas se apagan y le acompañan los tres dragones que han salido de los huevos del dragón en la pira de Drogo. | 2:31     |  |

## Créditos y personal
Personal adaptado de las notas del línea del álbum.
| - David Benioff – liner notes - Brandon Campbell – technical score advisor - Ramin Djawadi – compositor, productor - Patricia Sullivan Fourstar – mastering - Evyen J. Klean – supervisor musical | - Dave Klotz – editor musical - Robin Quinn – editor musical - Bobby Tahouri – additional music - Robert Townson – productor ejecutivo - D.B. Weiss – liner notes |

## Charts
| Chart (2011)                     | Peak position |
| -------------------------------- | ------------- |
| Bélgica (Ultratop flamenca)      | 157           |
| US Soundtrack Albums (Billboard) | 17            |

## Premios y nominaciones
| Año  | Premio                                       | Categoría                                   | Resultado | Ref.   |
| ---- | -------------------------------------------- | ------------------------------------------- | --------- | ------ |
| 2011 | International Film Music Critics Association | Best Original Score for a Television Series |           | [ 14 ] |